# 香港電車有限公司
香港電車有限公司（英語：Hongkong Tramways Limited）前身是1902年2月7日創立的香港電線車公司。1910年，「香港電車局」改名為「香港電車有限公司」，並一直使用至今。雖然香港電車有限公司前身於1902年創立及1910年更改名稱，但香港電車公司是以1904年（即香港電車正式啟用之年）作為公司的創辦年份。2009年4月7日，全資擁有香港電車的九龍倉集團宣布把香港電車的一半股份售予法資的威立雅交通-巴黎地鐵中國有限公司（VTRA，即現在的 RATP Dev Transdev Asia），是一間法國交通發展集團與巴黎大眾運輸事業集團合資的公司。2010年2月17日，九龍倉集團宣佈於3月將其餘五成的股份全數售予VTRA，香港電車有限公司由VTRA全資擁有。

## 歷史

### 19世紀
1841年，香港開埠，香港島北部發展迅速。到1881年，香港人口已增長至60,400人，可是當時只有馬車、人力車和轎子等簡陋的交通工具，根本無法應付需求，急需引進集體運輸系統。因此，1881年6月，當時的立法局立法動議申辦一個電車系統，並獲得通過。翌年（1882年），香港政府頒佈《建築車路條例》，提議了6段電車路線；其中5段即是今日的電車系統，其餘一段則為山頂纜車。然而，由於當時英國人主要居住在太平山山頂區，故當時財團只對山頂纜車有興趣。山頂纜車於1885年動工，並於1888年通車；相反地，港島北的沿海電車系統仍是無人問津。

### 20世紀
1901年8月29日，香港政府頒佈《香港電車條例》，鼓勵財團營運港島北電車系統。1902年2月7日，「香港電線車公司」（Hongkong Tramway Electric Company Limited）在英國倫敦成立，負責建造及營運香港電車系統；但到了同年年底，這間公司被「香港電車局」（Electric Traction Company of Hongkong Limited）接管。1903年開始，公司開始進行路軌鋪設工程，初期由堅尼地城至銅鑼灣鋪設單軌，其後延長至筲箕灣。
1904年初，電車車身以組件形式由英國運抵香港裝嵌。首批電車共有26輛，分別為10輛頭等及16輛三等，全部為單層設計。同年7月2日，有電車首次駛離車廠作試驗性行駛。經過隨後多日的測試後，香港電車終於在同年7月30日啟用。
1910年，「香港電車局」改名「香港電車有限公司」。
1912年，香港政府宣佈禁止外國銅幣。1913年，香港政府又宣佈禁止外國鈔票、銀幣及鎳幣。這曾一度引起華人的不便與不滿。例如於1912年，香港電車響應政府政策而拒收中國銅幣，結果引發華人罷搭電車，使電車公司蒙受損失，需要實行三天免費載客，事件才得以平息。
1922年，「香港電車有限公司」總部由英國遷至香港，經營權亦全歸香港，變為一間獨立控股公司，主要股權屬於怡和洋行擁有。同年，電車改為以香港電燈公司的電力運作。

香港電車於1974至2017年間使用標誌

1972年，電車取消等級制度，劃一收費。1974年，香港九龍倉集團收購了香港電車有限公司。1976年，電車引入收費錢箱，並於1982年淘汰全數售票員。

### 21世紀
2004年，電車公司慶祝成立100週年，舉行了一連串活動，主題標誌為一個以漢字「百」構成的電車圖案。同時，香港郵政亦發行了一套紀念郵票，以各時期的電車車款作內容，見證香港電車百年來的演變。
2009年4月7日，全資擁有香港電車的九龍倉集團宣布把香港電車的一半股份售予與法資的威立雅交通-巴黎地鐵中國有限公司（VTRA），並將日常營運交由VTRA負責。VTRA已承諾致力保存電車作為香港的獨特文化資產，包括電車的外觀和設計。VTRA同時在香港以外亦有經營有軌電車及渡輪服務。2010年2月17日，VTRA宣佈已於3月全面收購香港電車。隨著威立雅交通於2013年合併改組成法國交通發展集團（Transdev）、及逐步出售股份予法國存託銀行，VTRA 改名為巴黎大眾運輸事業-法國交通發展亞洲有限公司（RATP Dev Transdev Asia）。
2011年11月28日第七代電車面世。這是一輛結合現代內部設計與傳統車身外貌的電車。此改裝亦令電車傳統形象得以保存。

## 職工會
電車公司設有職工會，分別有「香港電車職工會」（左派工聯會屬會，登記編號：51）及「電車自由工會」（工團總會屬會，登記編號：297）。其中左派工會於2014年度申報之會員人數有539人，而右派工會則有14人。

## 姊妹公司
姊妹公司「叮叮科創」（tramplus）公佈在2022年3月成立，主要以為中、小學生為對象，提供 STEM 教育課程，旨在傳承電車工藝同時激發對智慧城市及可持續發展的想像。

## 書籍
- 謝耀漢 Joseph Tse Yiu-hon, John Prentice, 香港電車文化保育學會 Hong Kong Trams Culture Preservation Society. . 中華書局. 2022. ISBN 978-988-8807-89-5.
- 謝耀漢 Joseph Tse Yiu-hon, 香港電車文化保育學會 Hong Kong Trams Culture Preservation Society. . 超媒體出版. 2020  [2021-05-14]. ISBN 978-988-8700-31-8. （原始内容存档于2019-04-23）. （页面存档备份，存于）
- 謝耀漢 Joseph Tse Yiu-hon, John Prentice. . Light Rail Transport Association. 2017  [2018-04-19]. ISBN 978-0-948106-48-4. （原始内容存档于2021-03-10）. （页面存档备份，存于）
- Martin Barnett. . South China Morning Post. 1984. ISBN 962-100-032-7.
- Martin Jones. . Presstram. 1984. ISBN 962-711-801-X.
- 陳自瑜 C.Y. Chan. . Northcord Transport. 1997. ISBN 962-920-014-7.
- 張順光. . 三聯書局. 1998. ISBN 962-04-1404-7. 外部链接存在于|title= (帮助)
- . Pacific Century Publishers. 1998. ISBN 962-217-589-9.
- Mike Davis. . DTS Publishing. 2004. ISBN 1-900515-95-4.
- 李俊龍. . 電車友 Tram Friends. 2011. ISBN 978-988-19956-4-3. 外部链接存在于|title= (帮助)
- 謝耀漢 Joseph Tse 、劉銓登 Ricky Lau. . 天地圖書. 2012. ISBN 978-988-219-819-7.
- 李俊龍. . Tramric. 2012. ISBN 978-988-16655-0-8. 外部链接存在于|title= (帮助)
- 廖錦新 Bona Liu 、李俊龍 Eric Lee、容學勤 Kenny Yung 、 彭嘉慶 Kelvin Pang、 馮文謙 Joe Fung. . Tramric. 2013. ISBN 978-988-16655-8-4. 外部链接存在于|title= (帮助)

### 文章
- . 香港01.   [2022-10-28]. （原始内容存档于2023-09-03）. （页面存档备份，存于）
- . 蘋果日報. 2020-10-18  [2021-06-23]. （原始内容存档于2021-05-14）. （页面存档备份，存于）
- . 香港01. 2019-05-18  [2021-05-14]. （原始内容存档于2021-05-14）. （页面存档备份，存于）
- 粉絲開館　推廣電車文化 （页面存档备份，存于） 蘋果日報2013年10月12日
- 專訪: 香港掌故家 新一代電車達人 （页面存档备份，存于） Metropop Magazine 2013年5月9日
- 專訪：電車藝術廊 攝影札記 2012年9月21日
- 港英餘業：海旁駛過……拖卡拖過…… 港島老港車 （页面存档备份，存于） 蘋果日報 2012年8月25日
- 給「叮叮」注入新生命 （页面存档备份，存于） 南華早報 2012年8月1日
- 自家製電車精品 叮叮夢成真 （页面存档备份，存于） 太陽報 2012年5月14日
- "叮囑"港人展望將來 （页面存档备份，存于） 星島日報 2011年12月29日
- 沉醉軌道上 正宗香港電車男 長訊 2010年8月刊
- 香港掌故──電車服務100年之歷史背景 （页面存档备份，存于） 大纪元时报|大紀元時報 2004年10月24日

### 展覽
- . 大紀元時報.   [2021-12-06]. （原始内容存档于2022-09-13）. （页面存档备份，存于）
- . 山頂廣場: 香港電車迷會+Tramric+香港電車有限公司. 2013  [2020-09-22]. （原始内容存档于2013-10-20）. （页面存档备份，存于）
- . 大有廣場: 香港電車迷會+JRteam. 2013  [2013-11-03]. （原始内容存档于2015-02-24）. （页面存档备份，存于）
- . 大有廣場: 電車藝術廊. 2012  [2013-11-03]. （原始内容存档于2013-03-14）. （页面存档备份，存于）
- (PDF). 灣仔藍屋: 電車友. 2012  [2013-11-03]. （原始内容存档 (PDF)于2021-02-08）. （页面存档备份，存于）
- (PDF). 山頂廣場: 電車友. 2011  [2013-11-03]. （原始内容存档 (PDF)于2021-02-08）. （页面存档备份，存于）
- . 鑽石山廣場: 電車友及張順光. 2009.
- . 時代廣場: 香港電車. 2004.

## 外部連結
官方
- 香港電車 （页面存档备份，存于）
- 叮叮科創 （页面存档备份，存于）

其他
- 香港電車文化保育學會 （页面存档备份，存于）
- 香港電車文化館 （页面存档备份，存于）
- 香港電車迷會 （页面存档备份，存于）
- 電車藝術廊 （页面存档备份，存于）
- 香港電車紀念品 （页面存档备份，存于）
- 電子版香港法例：第107章《電車條例》